# Acacia isoneura
Acacia isoneura är en ärtväxtart som beskrevs av A.R.Chapm. och Bruce R. Maslin. Acacia isoneura ingår i släktet akacior, och familjen ärtväxter.

## Underarter
Arten delas in i följande underarter:
- A. i. isoneura
- A. i. nimia